# Obscured by Clouds
Obscured by Clouds (укр. Прихована хмарами) — сьомий студійний альбом британського рок-гурту Pink Floyd, випущений 3 червня 1972 року. Альбом є саундтреком до французького фільму «La Vallée» (Долина) Барбета Шредера. Він же був режисером фільму More, до якого «Pink Floyd» також записали звукову доріжку. Альбом було записано за шість днів у Франції.
Їм була надана можливість записувати і експериментувати протягом двох тижнів на студії Chateau d'Herouville під Парижем, де записали свої найвідоміші альбоми Елтон Джон та Марк Болан. Не випадково ряд композицій альбому несе на собі відбиток глем-року, популярного тоді в Англії.
Як і в фільмі More, в альбомі можна почути дещо змінені версії композицій. Obscured by Clouds досяг шостого місця в хіт-парадах у Великій Британії та 46-го місця в США. У 1986 році альбом було випущено на CD. CD у новому цифровому мастерінгу було видано в березні 1996 року у Великій Британії, а в серпні — в США. Альбом не дуже відомий, але він є найулюбленішим альбомом барабанщика гурту — Ніка Мейсона.
Дизайн обкладинки студії «Hipgnosis» Сторма Торгесона.

## Короткий огляд
Темою фільму «Долина», присвяченого життю хіпі, був пошук просвітління на лоні дикої природи, в одній із загублених долин Нової Гвінеї, на яку і посилається назва альбому. Під час роботи над цим альбомом в членів гурту було набагато більше впевненості, ніж під час створення More.
На той час «Pink Floyd» вже мали досвід створення саундтреків до фільмів , More і Zabriskie Point в 1969 та 1970 роках відповідно. Тому, над саундтреком до фільму Obscured by Clouds вони вже більше експериментували і підготували більш якісний та тонкий продукт.

Одночасно «Pink Floyd» вже працював над The Dark Side of the Moon, але виробництво було перервано, і вони вирушили до Франції, щоб записати музику до фільму. Нік Мейсон казав про цей проект:
Після успіху More, ми домовилися про ще одну роботу для Вербета Шредера. Його новий фільм мав назву «Долина», і ми відвідали Францію для запису музики в останній тиждень лютого … Ми робили запис таким же способом як і для More, але після грубого скорочення фільму, використали секундоміри для конкретних частин і створення взаємопов'язаних музичних настроїв, що б не було втрачено мікшування звуків в остаточному варіанті … Час запису був надзвичайно напруженим. Ми мали тільки два тижні для запису звукової доріжки і короткий проміжок часу для того, щоб включити її в альбом.
«Pink Floyd» мали бути вільними від використання «Standard rock song construction» (стандартної побудови рокових пісень) під час запису Obscured by Clouds. Перший трек на початку було опрацьовано електронними барабанами, або «електронними банджо», як називав їх Мейсон. Річард Райт передбачав, що пізніше прийде переконання використати синтезатори для цього альбому. Невизначене гудіння, з якого починається альбом, записане на EMS VCS3 синтезаторі. З цієї пісні «Pink Floyd» часто починали концерти наживо в наступні роки. Гурт також часто використовував ці теми у своїх інтересах. Мелодія, яку грали в «Burning Bridges», пізніше була відображена в «Mudmen». Пісня «Childhood's End» була навіяна романом Артура Кларка з тією ж назвою («Кінець дитинства»).
«Free Four» була першою піснею «Pink Floyd», яка отримала значний успіх в США, і в першу чергу безпосередньо пов'язана зі смертю Еріка Флетчера Вотерса, батька Роджера Вотерса.
В інтерв'ю, яке було опубліковано в «Director's Cut» видання Pink Floyd: Live at Pompeii, Роджер Вотерс заявив, що в перших виданнях альбому містяться надмір шиплячих та свистячих звуків у вокальних треках, ця проблему було виправлено в пізніших виданнях.
Obscured by Clouds був першим альбом Pink Floyd, в якому використали синтезатор VCS 3.

## Учасники запису
Девід Ґілмор
- гітара, вокал, синтезатор VCS 3

Роджер Вотерс

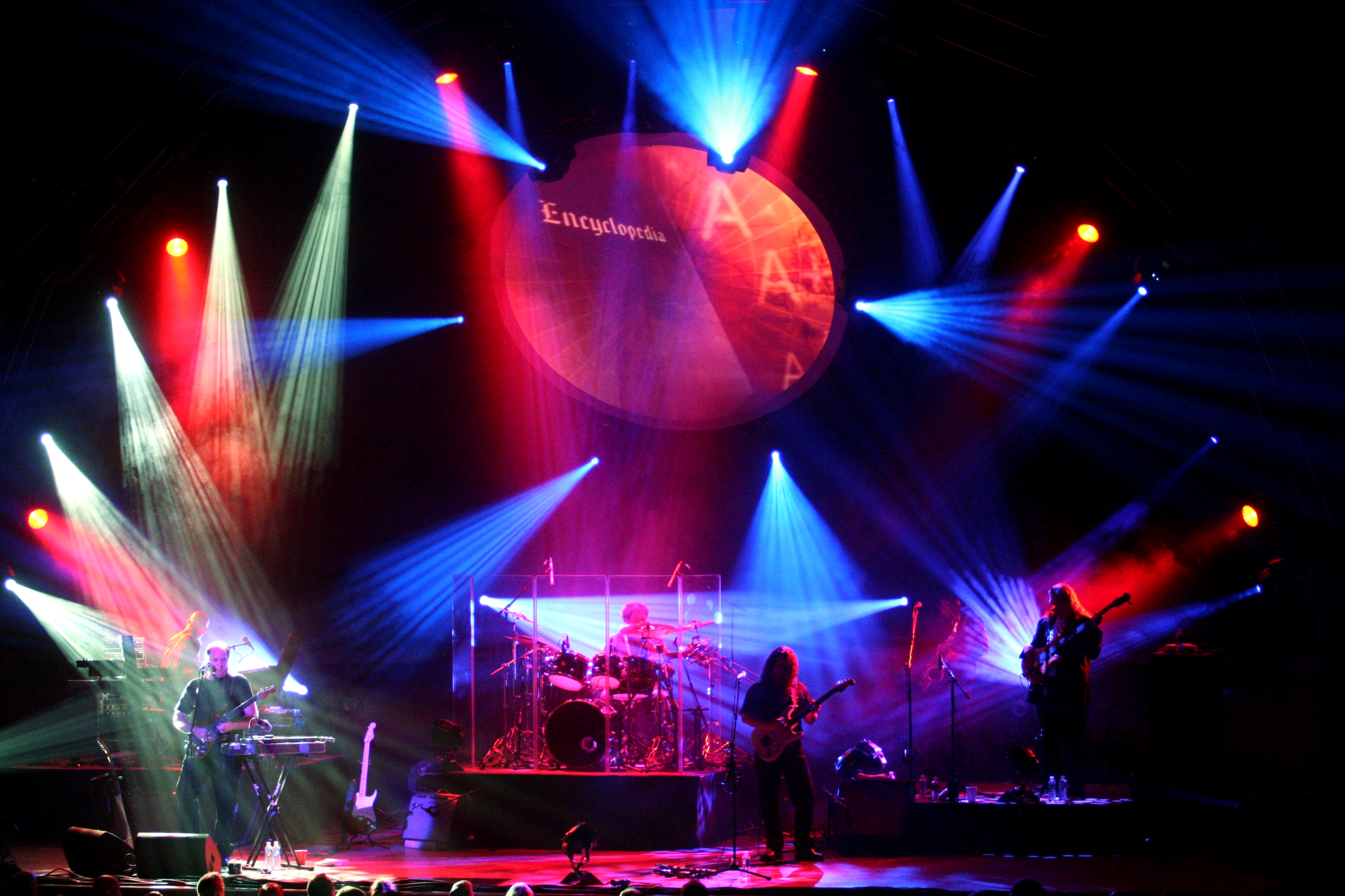
Світлове шоу на концерті Pink Floyd

- бас-гітара, вокал, синтезатор VCS 3

Річард Райт
- клавішні, вокал, синтезатор VCS 3

Нік Мейсон
- ударні, перкусія

## Композиції

### Obscured By Clouds
Роджер Вотерс — Девід Ґілмор
ЇЇ виконують на початку та наприкінці фільму. У основі композиції лежить пульсуюче гудіння синтезатора, на якому грає Ґілмор, і сухий, короткий звук ударних Мейсона, що імітує драм-машину Бенсона. Для того часу це був абсолютно новий саунд, який нагадував «Краут-рок», що зародився в Німеччині, його виконували такі групи, як Neu! та ранній Kraftwerk.

### When You're In
Роджер Вотерс — Девід Ґілмор — Нік Мейсон — Річард Райт
Спочатку здається, що це важкий додаток до першої композиції, однак сама композиція не була включена до фільму. Втім, під час наступних концертних виступів, ці дві композиції виконували разом. Це класичний приклад флойдовского джему.

### Burning Bridges
Річард Райт — Роджер Вотерс
Одна з небагатьох пісень, яку написали спільно Вотерс та Райт. Її слова є черговою розробкою Роджером теми переходу від дитинства до дорослого життя. Дія фільму починається в Австралії, в магазинчику, що торгує товарами з Нової Гвінеї. Красива і багата дружина французького посла Вівіан хоче купити рідкісне пташине пір'я, щоб здивувати своїх друзів в Парижі. Там вона знайомиться з Олів'є, який приїхав, щоб продати зібране ним пір'я. Необережно граючись з декоративним кинджалами, Вівіан випадково кидає один на ногу Олів'є і ранить його. Вона супроводжує його в лікарню, а потім до його табору, щоб подивитися на пір'я. Цю сцену і супроводжує пісня.

### The Gold It's In The …
Несе на собі сильний відбиток глем-року. Як і під час роботи над «More», музиканти працювали над цим альбомом в умовах дефіциту часу і, прагнучи встигнути вчасно, використали музичні ходи, до яких вони б ніколи не вдалися у звичайних умовах, мало турбуючись при цьому про те, наскільки це відповідає стилю гурту. Олів'є пояснює, що збирається разом зі своїм другом Гаетаном досліджувати гористу місцевість в Папуа-Новій Гвінеї, де він купив своє пір'я в місіонера. Експедицію планують до Загубленої в горах долини, яка позначена на мапах як «прихована хмарами».

### Wot's … Uh, The Deal?
Несподівано стала «гвіздком» альбому, і несе в собі сильний гуманістичний підтекст. Музиканти стали старшими, одружились і більшою чи меншою мірою змінили своє ставлення до музики, яка з хобі перетворилася на роботу. Відчуття безповоротного плину часу більшою мірою було властиво Вотерсу, який згадував: «У той час у нас було відчуття, що ми всі стали старшими, ми більше не були поп-гуртом, ми взагалі були ніким». У фільмі звучить пісня в сцені, в якій Олів'є відмовляється продавати пір'я та кохається з Вівіан.

### Mudmen
Річард Райт — Девід Ґілмор
Супроводжує в фільмі сцену, в якій мандрівники у пошуках пір'я відвідують одне з диких племен. Шаман племені, якому сподобалася Вівіан, не тільки дає їй пір'я, але і пригощає психоделічним напоєм, який викликає в неї почуття єдності з природою.

### Childhood's End
Її написав Ґілмор, і вон є його власною інтерпретацією теми дорослішання. Дейв визнавав, що запозичив назву пісні з класичного роману Артура Кларка. У фільмі ця пісня звучить в сцені, де Вівіан вирішує приєднатися до п'ятьох хіпі, які мають намір здійснити експедицію в серце Нової Гвінеї.

### Free Four
Незважаючи на бравурну мелодію, композиція є одною з перших серйозних спроб Вотерса розібратися в смерті свого батька, якого «поховали, як крота, в окопі». Друга, не менш важлива для Вотерса тема, є тема успіху та слави і супутні їм проблем. Назва пісні походить від відліку «one-two-free-fowah!», що використовують жокеї на кінних перегонах.

### Stay
Ще одна пісня Річарда Райта присвячена безладності статевого життя музиканта на гастролях. Її цілком можна було б розглядати, як звичайну любовну пісню, якби не цинічні строчки останнього куплету, де герой навіть не намагається згадати ім'я дівчини, з якою провів ніч.

### Absolutely Curtains
Роджер Вотерс — Девід Ґілмор — Нік Мейсон — Річард Райт — спів племені мапуга
Відзеркалює нові можливості накладення звуків, які отримали музиканти працюючи з 16-дорожковою апаратурою. У кінці композиції можна почути спів племені мапуга, якого було записано на Новій Гвінеї. Тут гурт явно випереджає свій час, пророкуючи інтерес до так званої «етнічної музики» який зародився значно пізніше.

## Виступи наживо
«Pink Floyd» відкривав деякі свої шоу в 1973 році з подовжених джемів, заснованих на спарених альбомах Obscured By Clouds і When You're In, у супроводі диму та світлового шоу.
Childhood's End єдина пісня з саундтреку, яка знайшла свій шлях до сцени. Її виконували на декількох концертах в Європі у 1972 році та на початку березня 1973 року під час туру до Північної Америки, як правило, з розширеного інструментального вступу.
Wot's… Uh, The Deal?, як частину свого сольного туру, виконував Девід Ґілмор в 2006 році. Одну з цих вистав можна побачити на DVD Remember_That_Night Девіда Ґілмора 2007 року та на вініловому варіанті його концерту наживо 2008 року Live in Gdańsk

## Твори та автори
| №   | назва                                                                      | час  |
| --- | -------------------------------------------------------------------------- | ---- |
| 1.  | Obscured By Clouds (Роджер Вотерс, Девід Ґілмор)                           | 3:03 |
| 2.  | When You're In (Нік Мейсон, Девід Ґілмор, Роджер Вотерс, Річард Райт)      | 2:30 |
| 3.  | Burning Bridges (Роджер Вотерс, Річард Райт)                               | 3:29 |
| 4.  | The Gold It's In The… (Роджер Вотерс, Девід Ґілмор)                        | 3:07 |
| 5.  | Wot's… Uh The Deal (Роджер Вотерс, Девід Ґілмор)                           | 5:08 |
| 6.  | Mudmen (Девід Ґілмор, Річард Райт)                                         | 4:20 |
| 7.  | Childhood's End (Девід Ґілмор)                                             | 4:31 |
| 8.  | Free Four (Роджер Вотерс)                                                  | 4:15 |
| 9.  | Stay (Роджер Вотерс, Річард Райт)                                          | 4:05 |
| 10. | Absolutely Curtains (Нік Мейсон, Девід Ґілмор, Роджер Вотерс, Річард Райт) | 5:52 |

## Сингли
- (1972) «Free Four»/«Stay» (видано в США)
- (1972) «Free Four»/«The Gold It's in the…» (видано в Італії)
- (1972) «Burning Bridges»/«Childhood's End» (видано в кількох країнах)

## Чарти
| Чарт (1972)                                  | Найвища позиція |
| -------------------------------------------- | --------------- |
| Australian Albums (Kent Music Report)        | 44              |
| Канада Canada Top Albums/CDs (RPM)           | 32              |
| Danish Albums (Tracklisten)                  | 3               |
| Нідерланди Dutch Albums (MegaCharts)         | 3               |
| Німеччина German Albums (Offizielle Top 100) | 19              |
| Italian Albums (Musica e Dischi)             | 5               |
| Велика Британія UK Albums (OCC)              | 6               |
| США Billboard 200                            | 46              |

## Сертифікації
| Регіон                                             | Сертифікація | Продажі  |
| -------------------------------------------------- | ------------ | -------- |
| Німеччина (BVMI)                                   | Золотий      | 250 000^ |
| Велика Британія (BPI)                              | Срібний      | 60 000^  |
| США (RIAA)                                         | Золотий      | 500 000^ |
| ^відвантаження, що базуються лише на сертифікаціях |              |          |